# Чёрная пирамида (Египет)
Чёрная пирамида (также известна как Тёмная пирамида и Пирамида Аменемхета III в Дахшуре) — построена в период Среднего царства для фараона Аменемхета III. Находится в Дахшуре, Египет. В древности пирамида носила название «Аменемхет могущественный». Современное название получила из-за чёрного щебня, образующего холм, на котором возвышается пирамида.
Чёрная пирамида была первой гробницей, которая предназначалась одновременно как для фараона, так и для его жены. Жак де Морган, организовавший раскопки в 1892 году, был одним из первых учёных, кто начал изучать пирамиду, а завершены раскопки Германским археологическим институтом в 1983 году.

## Описание
Пирамида построена в одном из самых низких районов Египта, всего 10 м над уровнем моря. Размер основания пирамиды 105 м, высота 75 м, а угол наклона боковой грани 57°. Снаружи пирамида была облицована белым известняком, а основа пирамиды сделана из самана, глины и камня. Так как стены были сложены из глины, камня и необожжённых кирпичей, пирамида со временем начала проседать. Как полагают учёные, строительство пирамиды было брошено по причине того, что начали разрушаться подземные камеры. Так как пирамида расположена в низине, грунтовые воды время от времени просачивались сквозь стены, в результате чего пирамида покрылась множеством трещин.
К восточной стене пирамиды примыкал заупокойный храм, а вокруг пирамиды была двойная каменная ограда. С северной стороны пирамиды, между двойной оградой располагаются 10 шахтовых гробниц, вырезанных в природном скальном образовании. В 1 км западнее чёрной пирамиды расположена Ломаная пирамида.
Дорога, ведущая к пирамиде, была необычно широкой с большой открытой территорией. С северной стороны у дороги находятся строения, которые, по выводу учёных, были домами жрецов.

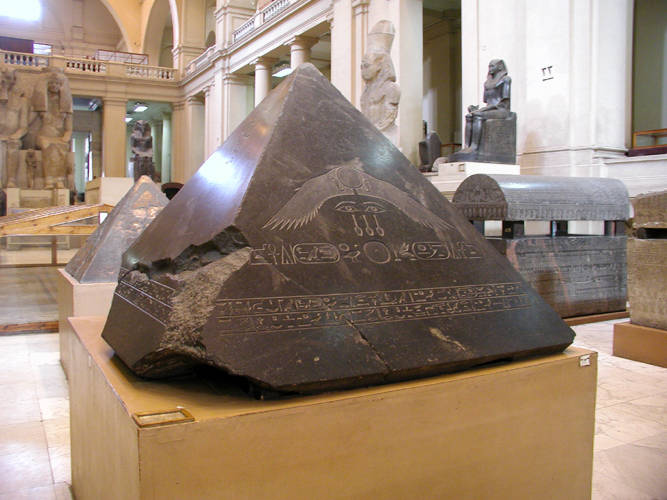
Пирамидион с вершины чёрной пирамиды. Каирский египетский музей

В нижней части западной стены находился вход в пирамиду, уводивший по разветвлённой системе тоннелей вглубь строения. Также были проходы в юго-восточном и юго-западном углах пирамиды. В подземной части находится сложная сеть проходов. Секция, в которой должен был покоиться фараон, в основном осталась нетронутой. В ней находился саркофаг и канопы. Несмотря на это, фараон был похоронен не там. В то же время секция царицы была полностью разграблена. Под пирамидой находились ещё две секции для цариц. Одна из них, в юго-западной четверти пирамиды, принадлежала царице Аат, принадлежность другой установить не удалось. Хотя эти секции также были разграблены в древности, археологам удалось обнаружить множество погребальных предметов, оставленных грабителями. К таковым относятся канопы царицы Аат. В камере царицы Аат также был каменный саркофаг, по размеру меньше царского. В подземных строениях располагаются ещё четыре погребальные камеры, однако кому они принадлежали, неизвестно. Как предполагают учёные, две из них могли принадлежать Аменемхету IV и царице Нефрусебек.
По мнению учёных, отсутствие охраны могло привести к тому, что уже в XIII веке местные жители приспособили помещение храма долины под зернохранилище. Существуют свидетельства того, что спустя 100 лет после смерти Аменемхета чёрная пирамида реставрировалась, и в двух из шести погребальных камерах в северной части комплекса находились гробницы фараона Хора и его жены Нубхетептихеред.
Пирамидион, стоявший на вершине пирамиды, был полностью покрыт иероглифическими письменами.
Некоторые надписи были выцарапаны, что привело исследователей к выводу о том, что пирамидион никогда не использовался по назначению или же был повреждён во времена правления Эхнатона.
В ходе революции 2011 года пирамида подверглась нападкам со стороны вандалов и мародёров.

## Галерея

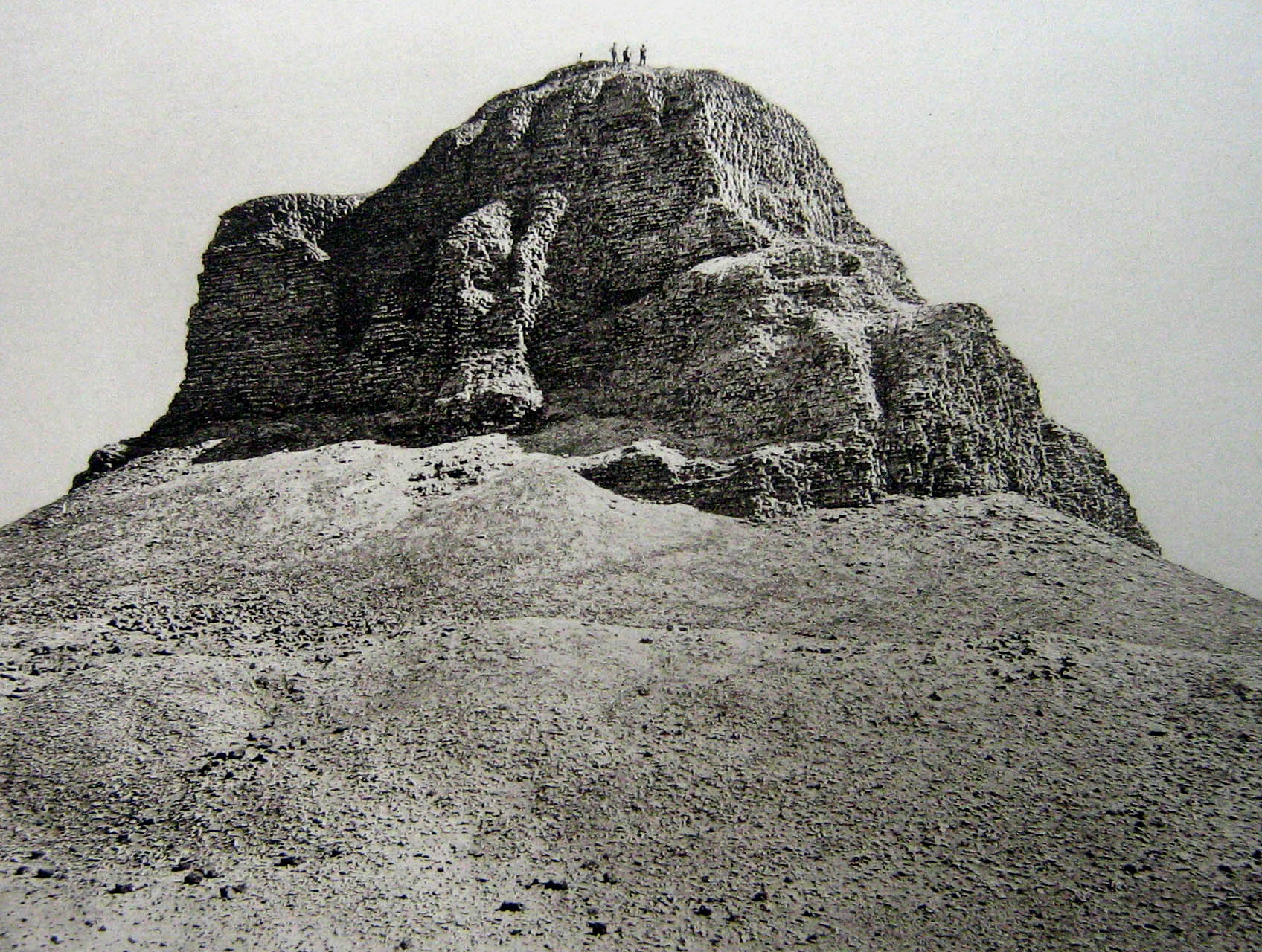
Чёрная пирамида, фото 1895 года
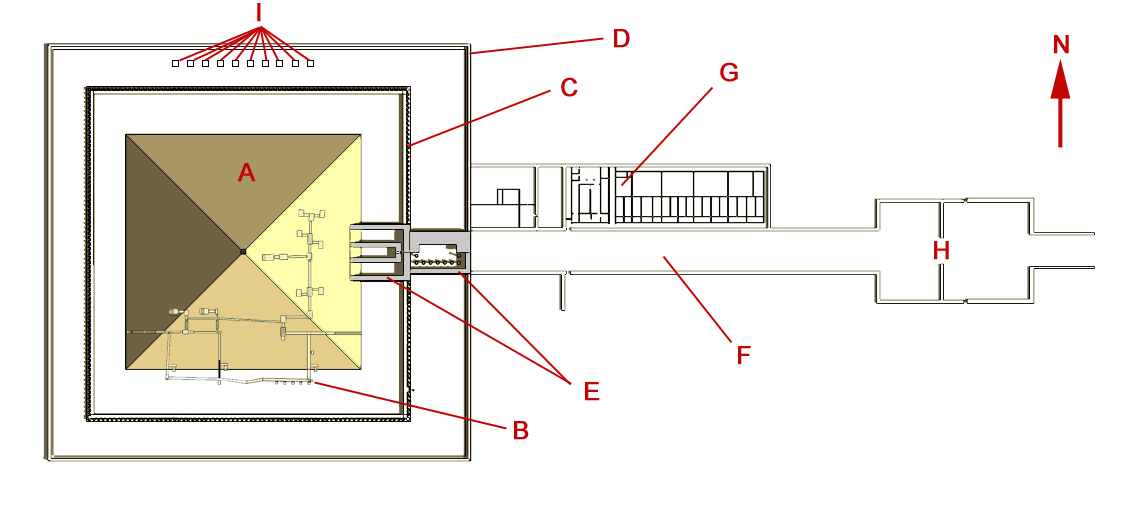
План пирамиды
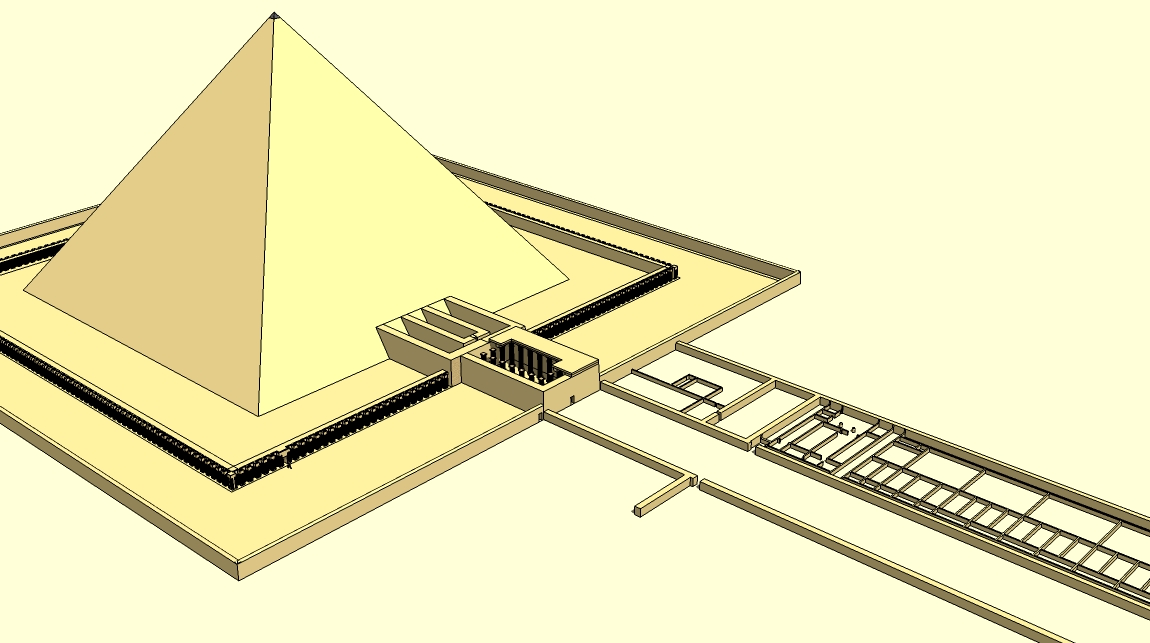
Реконструкция комплекса
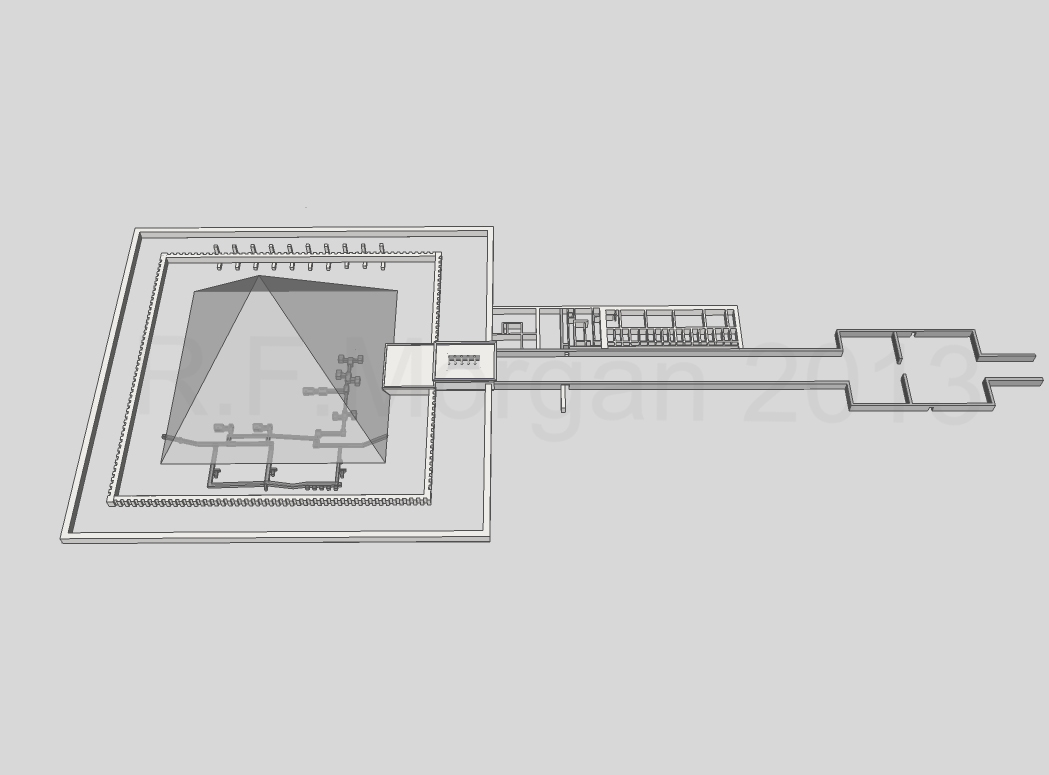
Изометрическое изображение пирамиды и комплекса
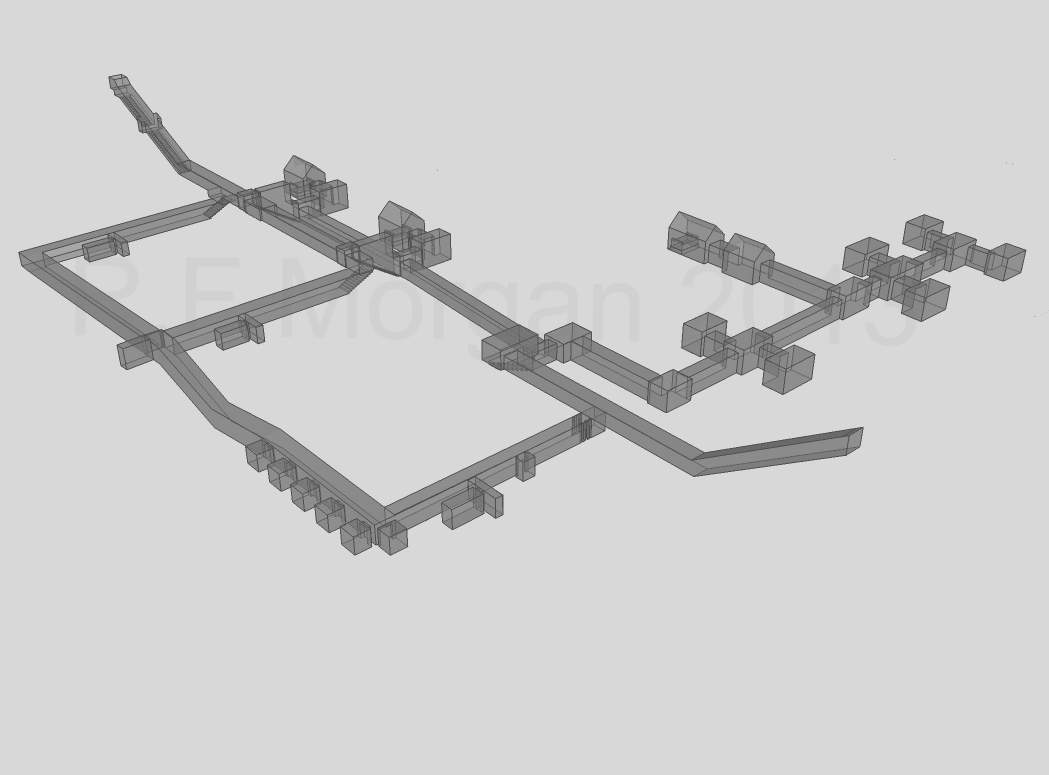
Сеть погребальных камер под пирамидой